# 横浜金沢郵便局
横浜金沢郵便局（よこはまかなざわゆうびんきょく）は神奈川県横浜市金沢区にある郵便局。民営化前の分類では集配普通郵便局であった。

## 概要
住所：〒236-8799 神奈川県横浜市金沢区泥亀2-10-2

### 併設施設
- ゆうちょ銀行横浜金沢店（さいたま支店横浜金沢出張所）：取扱店番号025360

## 沿革
- 1968年（昭和43年）11月25日 - 横浜金沢郵便局として、金沢区泥亀町に開局[1]。
- 1996年（平成8年）7月1日 - 外国通貨の両替および旅行小切手の売買に関する業務取扱を開始。
- 2007年（平成19年）10月1日 - 民営化に伴い、併設された郵便事業横浜金沢支店、ゆうちょ銀行横浜金沢店に一部業務を移管。
- 2012年（平成24年）10月1日 - 日本郵便株式会社発足に伴い、郵便事業横浜金沢支店を横浜金沢郵便局に統合。

## 取扱内容

### 横浜金沢郵便局
- 郵便、印紙、ゆうパック、内容証明
- 生命保険、バイク自賠責保険、自動車保険
- 地方公共団体事務（横浜市バス利用券、横浜市電車利用券などの交付）
- 「236-00xx」区域（横浜市金沢区の全域）の集配業務
- ゆうゆう窓口

### ゆうちょ銀行横浜金沢店
- 貯金、貸付、為替、振替、振込、国際送金、外貨両替、トラベラーズチェック、国債、投資信託、変額年金保険
- ATM

## 周辺
- 横浜市金沢区役所
- 神奈川県金沢警察署
- 横浜市金沢消防署
- 横浜市立大学金沢八景キャンパス
- 横浜市立八景小学校
- 国道16号

## アクセス
- 京急本線 金沢文庫駅（東口）から徒歩約13分
- 金沢シーサイドライン 金沢八景駅から徒歩約11分
- 京浜急行バス 金沢区総合庁舎前停留所下車
- 横浜横須賀道路 朝比奈ICから東へ約3.5km、堀口能見台ICから南へ約2.5km
- 首都高湾岸線 幸浦出入口から南西に約4km
- 駐車場あり：6台